# Оборона Старого Быхова

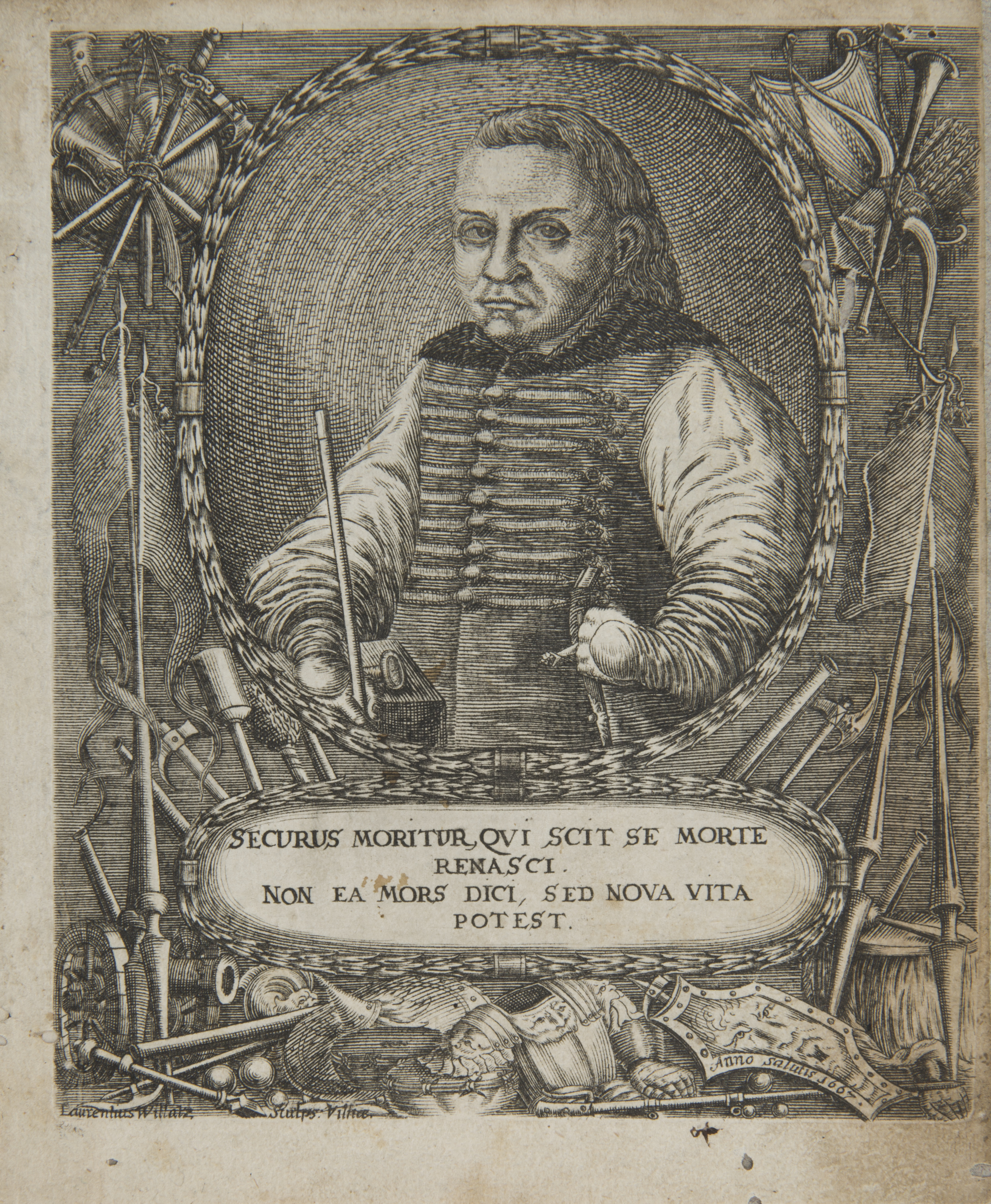
Владелец Старого Быхова — Казимир Лев Сапега

Оборона Старого Быхова — оборона города Старый Быхов силами его гарнизона от войск Русского царства и Гетманщины во время русско-польской войны (1654—1667).

## Предыстория
Русско-польская война 1654—1667 годов началась неудачно для Речи Посполитой. В 1654 году войска Русского царства захватили ряд территорий на востоке Великого княжества Литовского (составной части Речи Посполитой). Ряд городов сдались русской армии. По мнению польского историка К. Бабятинского, наиболее важную роль в том, что города стали сдаваться, сыграла общая военная ситуация и огромная диспропорция сил противников. Также причину того, что ряд городов сдалось противнику, Бабятинский видит в том, что многие государственные крепости были плохо подготовлены к обороне, в связи с тем, что государство не имело возможности подготовить их так хорошо, как магнаты подготовили те крепости, которые им принадлежали.

## Силы сторон

### Состояние крепости
Владельцем Старого Быхова был подканцлер литовский Казимир Лев Сапега. Подготовкой к обороне города руководил Константин Богушевич. Заместителем гетмана был Криштоф Пагирский.
Старый Быхов был окружен укреплениями староголландского типа. С 1620-х годов данные укрепления постоянно обновлялись и совершенствовались по приказам владельцев города. До начала боев за город городские укрепления были отремонтированы. Земляные валы и бастионы были усилены. Земляные валы составляли высотой 7 — 8 метров, и шириной у подножья 30 метров. Также имелось 11 бастионов и равелин. В город вели трое ворот. С востока город был прикрыт Днепром и каменным замком размером 77 на 100 метров.
До начала первой осады Старого Быхова в город пришло большое количество беженцев. По оценке Константина Багушевича, 13 июля 1654 года в городе находилось около 3000 годных для войны человек, что составляло 21 хоругвь. В августе в город прибыли наемники. Согласно сообщениям, поступавшим в конце декабря 1654 года, крепость должны были защищать 4 наемные хоругви, 100 драгун, 17 сотен мещан и многие крестьяне — общей численностью около 3000 человек. По другим данным, на момент первой осады город защищало около 4000 человек или 21 хоругвь, и рота (600 человек наёмной пехоты, 200 гайдуков, 100 драгун, около 300 чел. шляхты, 1000 евреев и 2000 вооружённых горожан). По данным на 1655 год, артиллерия насчитывала 4 тяжелых и 26 полевых орудий.
До первой осады были пополнены запасы военных материалов, продовольствия и корма для лошадей. Крепость была обильно снабжена провиантом и боеприпасами на более чем годичную оборону.

### Казацкий корпус Ивана Золотаренко
К началу осады корпус наказного гетмана Ивана Золотаренко насчитывал уже чуть более половины от своего состава, так как значительные силы были отправлены в рейды по территории Великого княжества Литовского, многие вообще вернулись в Гетманщину. Поэтому силы осаждающих составляли 8000 — 12000 человек. По мнению польского историка К. Бабятинского, казаки не были готовы к штурму современных укреплений и не имели соответствующей артиллерии. Впрочем, и обычной артиллерии у них было мало (к началу похода в корпусе было всего 7 полевых пушек).

## Ход событий

### Первая осада
Основная статья: Осада Старого Быхова (1654)
Запорожские казаки под руководством Ивана Золотаренко пришли к Старому Быхову, начали осаждать город. По мнению белорусского историка М. Ткачева, осада города началась в августе 1654 года. Польский историк К. Бабятинский пишет, что борьба за крепость началась 8 сентября 1654 года. Гарнизон начал делать вылазки. Самая крупная произошла 22 сентября (2 октября), когда обороняющиеся разрушили два казачьих шанца, захватили три пушки и нанесли осаждавшим потери.
По мнению советского историка А. Н. Мальцева, приближение зимы и опасность контрнаступления армии Великого княжества Литовского заставили Золотаренко в конце ноября снять осаду города и отступить в Новый Быхов. Польский историк К. Бабятинский указывает, что осада окончилась 28 ноября. По мнению белорусского историка М. Ткачева, осада закончилась в середине декабря 1655 года, когда войско Януша Радзивилла и Винцента Гонсенского оттеснило казаков от Старого Быхова до Нового Быхова.

### Вторая осада

#### До осады
После снятия осады многие шляхтичи и мещане уехали из Старого Быхова, после чего численность его защитников снизилась. Однако владелец Старого Быхова подканцлер литовский Казимир Лев Сапега, не желая отдавать город противнику, нанял 1200 солдат, чтобы укрепить силы гарнизона во время новых боев за город.
Между тем контрнаступление войск Великого княжества Литовского, предпринятое зимой 1654/1655 года закончилось провалом.

#### Новая осада
Запорожские казаки наказного гетмана Ивана Золотаренко снова пришли к Старому Быхову. По версии польского историка К. Бабятинского, это произошло 17 мая 1655 года. По версии белорусского историка М. Ткачева, это произошло 7 мая 1655 года.

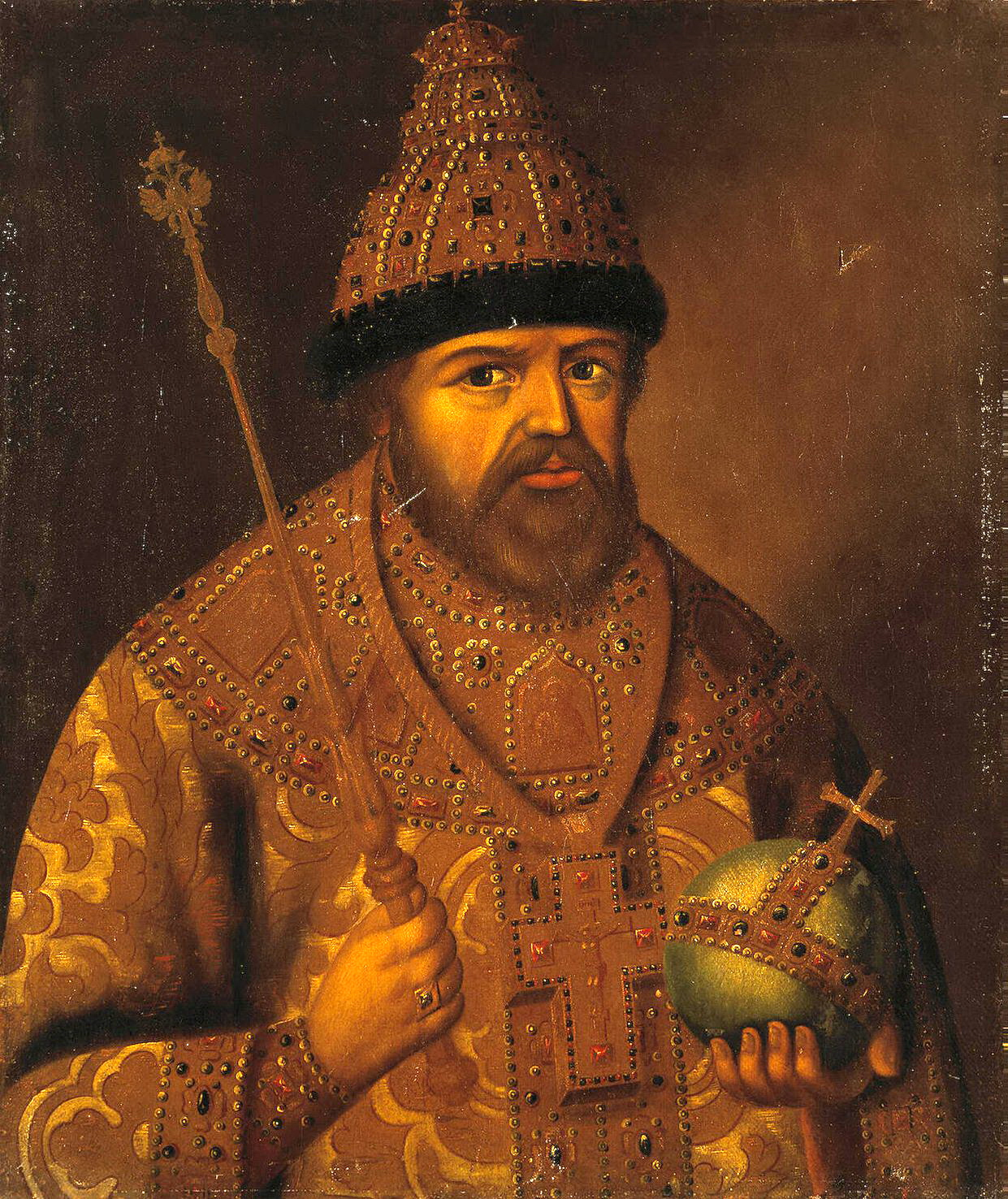
Русский царь Алексей Михайлович

7 мая Иван Золотаренко отправил грамоту населению Старого Быхова, в которой требовал от горожан сдаться, в противном случае угрожал перебить всех, включая маленьких детей. Подождав 10 дней, он послал ещё одну грамоту. Однако ему прислали ответ, в котором говорилось, что город не будет сдаваться. Устав ждать, гетман Войска Запорожского Богдан Хмельницкий приказал Золотаренко выкопать перед городскими воротами ров, чтобы не дать гарнизону делать вылазки, поставить заслон пехоты и не атаковать город.
Вскоре запорожские казаки были отправлены на другие задачи, их сменили войска князя Алексея Трубецкого. У Трубецкого под Старым Быховом было 11 полков, которыми руководили наемные офицеры.
Между тем отсутствие желания у защитников Старого Быхова сдавать город укрепила грамота короля Речи Посполитой Яна 2 Казимира Вазы от 31 мая 1655 года, в которой говорилось, что за свое мужество город освобождается от всех налогов на 20 лет, а также король за свой счет нанимает 300 человек немецкой пехоты для дальнейшей обороны.
В июне в Старый Быхов пришла грамота от русского царя Алексея Михайловича, в которой тот призывал их сдаться. Аналогичное предложение несколько раз горожанам делал Трубецкой, но они постоянно отказывались. По ночам защитники города нападали на русскую армию, нанося ей определённый урон.
В начале августа часть русских войск из-под Старого Быхова была переброшена к Слуцку и на Понеманье. Вскоре осада города закончилась.

### Третья осада
В начале октября к Старому Быхову вернулось войско Ивана Золотаренко. 7 октября осада возобновилась.
8 октября горожане сделали вылазку, завязался бой, в ходе которого погиб наказной гетман Иван Золотаренко. В это время вспыхнуло восстание против казацкой старшины. Все это поспособствовало тому, что казацкая армия утратила боеспособность и вернулась на Гетманщину.
В конце 1655 года русские войска вынуждены были постепенно снимать осаду города, оставив у Старого Быхова 1 полк (22 сотни) под руководством Ивана Нечая. К тому времени гарнизон имел следующие силы: 1000 человек наемной пехоты, 18 хоругвей мещан, 1000 евреев и отряды вооруженных крестьян. Наемная пехота обороняла замок Старого Быхова, мещане стояли на земляных валах. Осаждающие периодически обстреливали город, создавая там пожары, наносившие урон городу. Также там заканчивались запасы хлеба.

### Дальнейшие события
В 1656 году между Русским царством и Речью Посполитой было заключено Виленское перемирие. В период перемирия осада Старого Быхова фактически была прекращена.
В начале 1657 года казацкие войска во главе с Иваном Нечаем вместе с войсками Русского царства пошли на штурм города. Этот штурм оказался последним для города, так как в ходе этого штурма город был захвачен. Продержавшись 18 месяцев, Старый Быхов был захвачен русскими и казацкими войсками.
По мнению белорусского историка М. Ткачева, Старый Быхов долго сопротивлялся по причине того, что замок города имел сильные укрепления, а также там было много припасов. Польский историк К. Бабятинский также отмечает то, что город хорошо подготовился к обороне.
Король Речи Посполитой Ян III Собеский, выдавая 20 марта 1676 года привилей, в котором подтвердил все прежние пожалования для жителей Старого Быхова, дал им право свободной торговли на реках Короны и ВКЛ, освободил от налогов на 20 лет и выразил надежду, что «другие наши подданные, духовенство и шляхта, к такой же добродетели и веры, и защиты против неприятеля, охоту и пример с них будут брать».